# Phaethornis mexicanus
Phaethornis mexicanus (ерміт північний) — вид серпокрильцеподібних птахів родини колібрієвих (Trochilidae). Ендемік Мексики. Раніше вважався конспецифічним з мексиканським ермітом, однак був визнаний окремим видом.

## Опис
Довжина птаха становить 16-17 см. Верхня частина голови і верхня частина тіла бронзово-зелені, тім'я більш темне. Пера на надхвісті і верхні покривні пера хвоста мають ирокі коричневі края. Хвіст чорний, біля основи темно-зелений. поцяткований широкими світло-коричневими плямами. Через очі ідуть широкі чорні смуги, окаймлені блідо-коричневими "бровамИ" і "вусами". Шия з боків темно-сіра, горло блідо-руде, решта нижньої частини тіла темно-коричнювато-сіра, живіт і гузка рудувато-коричневі. Дзьоб зверху чорний, знизу жовтуватий з чорними плямами. У самиць крила коротші, ніж у самців, а дзьоб коротший і більш вигнутий. Представники підвиду P. m. griseoventer мають дещо світліше забарвлення, тім'я у них тьмяно-зелене, на горлі білувата або блідо-жовта смуги, на центральних стернових перах білі плями є більшими.

## Підвиди
Виділяють два підвиди:
- P. m. griseoventer Phillips, AR, 1962 — західна Мексика (від Наярита до Коліми);
- P. m. mexicanus Hartert, E, 1897 — південно-західна Мексика (від Герреро до Оахаки).

## Поширення і екологія
Північні ерміти мешкають в горах Західної і Південної Сьєрра-Мадре на заході і південному заході Мексики. Вони живуть у вологих вічнозелених субтропічних лісах та на узліссях, в заростях геліконії, на плантаціях та в сезонно вологих рідколіссях, на висоті до 2500 м над рівнем моря. Живляться нектаром квітів, зокрема з родів Heliconia, Costus, Aphelandra і Passiflora, пересуваючись за певним маршрутом, а також дрібними комахами і павуками. Гніздо конусоподібне, робиться з рослинних волокон і павутиння, підвішується до нижньої сторони листа. В кладці 2 яйця.